# 773 Irmintraud
Irmintraud (asteroide 773) é um asteroide da cintura principal com um diâmetro de 95,88 quilómetros, a 2,6232354 UA. Possui uma excentricidade de 0,0817738 e um período orbital de 1 763,71 dias (4,83 anos).
Irmintraud tem uma velocidade orbital média de 17,62174647 km/s e uma inclinação de 16,68175º.
Este asteroide foi descoberto em 22 de Dezembro de 1913 por Franz Kaiser.